# ABU TV Song Festival
L'ABU TV Song Festival è una delle due competizioni canore dell'ABU Song Festival, organizzata ogni anno dall'Asia-Pacific Broadcasting Union a partire dal 2012.

## Partecipazioni
| Anno | Paesi debuttanti |
| ---- | --- |
| 2012 | Afghanistan · Australia · Cina · Hong Kong · Indonesia · Giappone · Malaysia · Singapore · Corea del Sud · Sri Lanka · Vietnam |
| 2013 | Brunei · Iran · Kirghizistan · Thailandia                                                                                      |
| 2014 | Maldive · Macao · Turchia |
| 2015 | India · Kazakistan |
| 2016 | Tunisia |
| 2017 | Turkmenistan · Zambia |
| 2018 | Benin · Russia · Uzbekistan |
| 2020 | Nepal · Vanuatu |

## Edizioni
| Anno | Data              | Luogo                           | Città       |
| ---- | ----------------- | ------------------------------- | ----------- |
| 2012 | 14 ottobre, 2012  | KBS Concert Hall                | Seul        |
| 2013 | 26 ottobre 2013   | Hanoi Opera House               | Hanoi       |
| 2014 | 25 ottobre 2014   | Sands Theatre                   | Macao       |
| 2015 | 28 ottobre 2015   | Istanbul Congress Center        | Istanbul    |
| 2016 | 22 ottobre 2016   | Bali Nusa Dua Convention Centre | Bali        |
| 2017 | 1º novembre 2017  | S1 SRT Studio                   | Chengdu     |
| 2018 | 2 ottobre 2018    | Ashgabat Olympic Stadium        | Ashgabat    |
| 2019 | 19 novembre 2019  | HK Hall                         | Shibuya     |
| 2020 | 14 dicembre 2020  | Maverick Pulse Studios          | Malaysia    |
| 2021 | 18 Novembre 2021  | Maverick Pulse Studios          | Malaysia    |
| 2022 | 27 Novembre 2022  | Siri Fort Auditorium            | Nuova Delhi |
| 2023 | 29 Ottobre 2023   | KBS Hall                        | Seoul       |
| 2024 | 20 Ottobre 2024   | Instanbul Lütfi Kırdar          | Istanbul    |
| 2025 | 12 Settembre 2025 | ASA Arena                       | Ulan Bator  |

## Paesi ospitanti
| Partecipazioni | Paesi         | Città        | Luogo                                                                                     | Anno       |
| -------------- | ------------- | ------------ | ----------------------------------------------------------------------------------------- | ---------- |
| 2              | Corea del Sud | Seul         | KBS Hall                                                                                  | 2012, 2023 |
| 2              | Turchia       | Istanbul     | Istanbul Congress Center, Centro internazionale per congressi ed esposizioni Lütfi Kırdar | 2015, 2024 |
| 2              | Malesia       | Kuala Lumpur | Maverick Pulse Studios                                                                    | 2020, 2021 |
| 1              | Vietnam       | Hanoi        | Hanoi Opera House                                                                         | 2013       |
| 1              | Macao         | Macao        | Sands Theatre                                                                             | 2014       |
| 1              | Indonesia     | Bali         | Bali Nusa Dua Convention Centre                                                           | 2016       |
| 1              | Cina          | Chengdu      | S1 SRT Studio                                                                             | 2017       |
| 1              | Turkmenistan  | Ashgabat     | Ashgabat Olympic Stadium                                                                  | 2018       |
| 1              | Giappone      | Shibuya      | NHK Hall                                                                                  | 2019       |
| 1              | India         | Nuova Delhi  | Sirifort Auditorium                                                                       | 2022       |
| 1              | Mongolia      | Ulan Bator   | ASA Arena                                                                                 | 2025       |